# Choristemon humilis
Choristemon es un género monotípico de plantas fanerógamas  perteneciente a la familia Ericaceae. Su única especie: Choristemon humilis, es originaria de Australia. 

## Taxonomía
Choristemon humilis fue descrita por H.B.Will. y publicado en Victoria Naturalist 40: 231. 1924.